# Белоглинка (Узункольский район)
Белогли́нка — село в Пресногорьковском сельском округе Узункольского района Костанайской области Казахстана.
Находится примерно в 72 км к северо-востоку от районного центра — села Узунколь. Код КАТО — 396649100.

## География
Село расположено на северо-востоке Костанайской области, в Пресногорьковском сельском округе Узункольского района. После упразднения ряда населённых пунктов Костанайской области в 2014 году Белоглинка стала самым северным населённым пунктом региона.
Российско-казахстанская граница расположена в 3 км к западу и в 5 км к востоку от села. 
Рядом с селом проходит автодорога КР-13, соединяющая границу с Россией и автодорогу Костанай — Петропавловск.

## История
Село ведёт свою историю с 1909 года. В то время данная местность входила в состав Петропавловского уезда Акмолинской области России. Сюда переселялись крестьяне из великорусских губерний: Балашовы — из Тобольской губернии, Стригановы и Бакукины — из Нижегородской, Лобовы — из Самарской и т.д. Переселенцы занимались скотоводством и традиционным для русского народа земледелием. Обучением детей грамоте занимался единственный на селе старец Осип.
При советской власти Платоном Тимофеевичем Саенко здесь была организована артель. Изначально в неё вошло 10 семей. Среди первых вошедших в артель был крестьянин Семен Корнеевич Балашов. Затем артель была переименована в колхоз «Искра», чуть позже — в «Новую жизнь».
В годы Великой Отечественной войны мужчины были мобилизованы на фронт. Также село пополнилось женщинами-немками, которых вынудили покинуть обжитые места в Поволжье.
В 2014 году к Белоглинке присоединено соседнее село Починовка.
В 2019 году к Белоглинке присоединено соседнее село Комендантское, Петропавловский сельский округ упразднён, а Белоглинка включена в состав Пресногорьковского сельского округа.

## Население
В 1999 году население села составляло 656 человек (319 мужчин и 337 женщин). По данным переписи 2009 года, в селе проживало 490 человек (232 мужчины и 258 женщин).